# 誘拐 (1997年の映画)
『誘拐』（ゆうかい）は、1997年6月7日に東宝が製作・公開した映画。

## 概要
映画脚本コンクール「城戸賞」95年度受賞作品の映画化作品。カラー、ビスタ。上映時間は109分。配給収入は3.5億円。石原プロモーション入社以降、テレビドラマを中心に活動していた渡哲也が、『やくざの墓場 くちなしの花』以来21年ぶりに長篇映画の主演を務めた。

## ストーリー
とある日曜日の早朝、東昭物産常務の跡宮が何者かに誘拐されるという事件が発生した。目撃者の証言によれば、犯人グループは運転手の狭間も一緒に連れ去ったらしい。
翌日、犯人は東昭物産に対し3億円の身代金と、その受け渡しのテレビ生中継を要求してきた。警察や世間に犯行を隠そうとせず、むしろ大きくアピールするような要求の裏には、身代金の運び役に指名された人間を装った替え玉を使うことを封じようとする犯人の思惑があると捜査に当たる警視庁の面々は判断する。そして犯人グループは運び役として同じ東昭グループの東昭開発監査役・神崎を指名し、何十台ものテレビ・カメラと何百人もの報道陣が取り囲むなか、犯人はまるでゲームを楽しむかのように次々と場所を指定して、神崎を走らせる。3億円の入った30キロものバッグを運ばされた神崎は、やがて心筋梗塞の発作で倒れてしまった。
後日、犯人は次の運び役に東昭銀行専務の山根を指名するが、彼もまた力尽きて途中で倒れる。これを前に、犯人の手口の正体が「重さ30キロという3億円の現金を背負わせて走らせることで、運び役に指名した人間に地獄のような苦しみを与える」であると気付き激昂した警視庁のベテラン刑事・津波が、山根の身代わりとなって現金を運び、後輩の若手刑事・藤も彼の後を追った。だが、犯人が指定した新橋の喫茶店を出た後で津波もまた力尽きてしまう。報道陣の中に紛れ込んでいた藤は思わず飛び出し、津波の代わりにバッグを持って走り犯人の指示通り首都高速の非常駐車帯へバッグを置くが、犯人が姿を現さなかったにもかかわらず、バッグの中身はいつの間にかすり替えられていた。この事態に対し、藤はバッグを持って走り出してからしばらくの間は周囲にはマスコミと野次馬の目があり、途中で自転車に乗って高速で走り出してからはマスコミも野次馬もついていけずに脱落するが、それでもバッグ自体は藤が保持していたことから、指示された非常駐車帯にバッグを置いてからそれを捜査陣が遠巻きに監視する体制が整うまでの「空白の5分」の間に犯人がバッグの中身をすり替えたものと推理する。
そんな折、26年前に地下水汚染で多数の死者が出た下加佐村のアキワ公害訴訟を担当した弁護士・折田が、誘拐の前日に跡宮と接触していたことが判明する。この裁判は住民側が敗訴し、産業廃棄物を不法投棄した企業は何の責任も問われていなかった。さらに、跡宮と神崎、山根の3人が当時、それぞれ東昭グループ傘下の産業廃棄物処理業者の責任者だったこともわかる。
吐血して入院した津波から捜査のアドバイスを受けた藤は、改めて身代金を運んだ経路を再検証する中で、「空白の5分」よりも前に3億円をすり替える機会があったことに気付く。それは津波が立ち寄った喫茶店の中にある電話ブースの中であり、同時にそれは津波が犯人グループの一員でなければ成立しないトリックだった。尊敬する先輩刑事が犯人かもしれないという疑惑に藤は荒れて、路上で暴力沙汰を起こすものの、改めてこの事件の根源であるアキワ公害訴訟について調べを進め、訴訟を起こした住民名簿の中に当時入り婿して苗字の変わっていた津波の名前を発見した藤は、下加佐村の駐在だった津波がアキワの事件で妻と幼い息子を亡くしていたことをつきとめた。
今回の誘拐事件は津波を中心とする下加佐村の元住民たちと折田が、下加佐村の悲劇を世に訴えるために起こしたものだったのである。運転手の狭間も、目撃者も、喫茶店のマスター夫婦も、みんな津波の計画に荷担した下加佐の人々だった。やがて彼らは全員出頭し、跡宮も無事保護される。出頭した犯人グループの面々が仲間を庇うように全員がそれぞれ「リーダーは自分」と供述する中、藤はダムの底に沈んだ下加佐村を望む湖畔で同じように「俺がリーダーだ」と言う津波に手錠をかけた。
これを機に山根は不法投棄の事実を検察とマスコミに暴露し、犯人グループの悲願が叶ったかのようにマスコミが下加佐村公害事件をはじめとした東昭グループによる数々の不法行為を追及する中、藤は胃がんでこの世を去った津波の思いをかみしめていた。

## キャスト
- 津波浩 - 渡哲也
- 藤一郎 - 永瀬正敏
- 米崎マヨ - 酒井美紀
- 安藤刑事 - 磯部勉
- 佐々木刑事 - 岡野進一郎
- 田畑刑事 - 渕野直幸
- 中本刑事 - 西川忠志
- 門田刑事 - 木村栄
- 山根伸一 - 山本清
- 神崎守 - 西沢利明
- 原田堅吾 - 上田耕一
- 刑事 - 渡辺哲
- 川島啓司 - 深江卓次
- 浜口 - 奥村公延
- 刑事 - 大森嘉之
- オカマ - 梅垣義明
- 狭間兼人 - 江藤漢
- クラブハウス支配人 - 近藤芳正
- 佐藤友紀
- 少年時代の藤 - 伊藤淳史
- 中継ヘリのアナウンサー - ボンバー森尾
- 田淵景也
- 児玉頼信
- 権藤吉次郎 - 大木史郎
- コメンテーター - 白井晃
- 河西健司
- 跡宮壮一郎 - 石濱朗
- 折田英正 - 新克利
- 橘警視 - 柄本明

## スタッフ
- 製作:富山省吾
- 製作補:本間英行
- 脚本:森下直
- 音楽:服部隆之（サントラ盤:日本コロムビア）
- 撮影:木村大作
- 照明:望月英樹
- 美術:部谷京子
- 録音:斉藤禎一
- 編集:長田千鶴子
- チーフ助監督:手塚昌明
- 製作担当者:徳増俊郎
- 音楽プロデューサー:北原京子
- 協力撮影:仙元誠三、上野彰吾、稲垣涌三、長田勇市、前田米造、佐々木原保志、林淳一郎、高間賢治、金宇満司、佐光朗、浜田毅、東原三郎、大岡新一
- 特殊機械:三輪野勇、鹿山和男
- 衣装：斉藤育子
- 技斗:宇仁貫三
- カースタント:スーパードライバーズ
- 音響効果:東洋音響
- 合成:マリンポスト
- フィルムサプライ:コダック
- 撮影協力:日本映画撮影監督協会
- ビデオ技術協力:オムニバスジャパン、共同テレビジョン、ソニーPCL
- 現像：東京現像所
- スタジオ:東宝スタジオ
- 協力：東京デジタルホン、富士通、八重洲無線、フクダ電子、エースヘリコプター、佐川航空、池上通信機
- 制作協力:東宝映像美術
- 監督:大河原孝夫
- 製作：東宝映画
- 配給:東宝

## ロケ撮影
- この映画は「3億円の身代金と身代金受け渡しのテレビ中継」のモブシーンが話題になった。東京都内の繁華街で俳優･スタッフが大挙走り回りながら撮影するという、大規模ロケとなった[2]。
- 新宿の大ガード周辺の撮影は祝日だったとの事もあり、約500人の役者、スタッフ、エキストラに加え、事情を知らない一般の通行人もロケに参加する形になったので約1,000人超える人の流れができた。
- 通常エキストラで済ませる予定だった報道陣は、毎回違う人では格好にならないとの理由でエキストラ中から専任され、さらに約２週間に渡りスタジオで機材を持って走る訓練をしてロケに参加している。
- 日本映画撮影監督協会が全面協力し、多数のカメラマンが参加した。ビルの屋上・地上やヘリコプターなどの、あらゆる角度から複数のキャメラで一発撮りを行った。
- 参加したカメラマンは、ムービーカメラの撮影だけではなく、走り回る俳優のすぐ周りを取り囲んでベータカムでの撮影も行っており、その映像は身代金受け渡しのテレビ中継映像として使用されている。
- 渡哲也が背負っているバッグの中身は現金3億と同じ量の紙幣のダミーが入っており、実際30キログラム相当の重さがあった。当時手術後の渡に配慮して軽いバッグも用意されたが、リアルな重さに拘った渡の一言で全編重さを統一された。永瀬も同じ重さのバッグを持って走っている。
- 当初、身代金の受け渡しは橋の上から貨物列車に投げ入れる設定だった。貨物列車が停車したおりに残っているバッグを回収するも中身が変わっているという内容であったが、貨物を通常のダイヤに組み入れるのに莫大な予算が掛かるのと、一度ダイヤに組み入れると、例え天候で撮影が中止になっても列車は走らせないといけないとの理由で変更を余儀なくされた。

### 身代金受け渡しマラソンコース
- 1日目:田町グランパークビル→東京都庁→新宿駅北大ガード→歌舞伎町→国立競技場
- 2日目:田町グランパークビル→札の辻→田町駅前→増上寺→汐留→新橋→銀座→数寄屋橋公園→日比谷公園

## 映像ソフト化
- VHS - 1998年6月21日発売
- DVD - 東宝DVD名作セレクションにて、2016年7月13日発売

## 映画賞
- 第21回日本アカデミー賞（1997年） - 優秀主演男優賞、撮影賞、照明賞、編集賞
- 第10回日刊スポーツ映画大賞・石原裕次郎賞（1997年度） - 主演男優賞（渡哲也）、新人賞（酒井美紀）
- 第71回キネマ旬報ベスト・テン（1997年度）日本映画第7位